# Pablo Forlán
Artikeln följer den spanska namnseden; faderns efternamn är Forlán och moderns efternamn Lamarque.
Pablo Justo Forlán Lamarque, född 14 juli, 1945 i Soriano, är en uruguayansk tidigare fotbollsspelare som spelade som försvarare.
Forlán debuterade i Uruguays herrlandslag i fotboll den 19 juni 1966, och spelade sin sista landslagsmatch den 8 april 1976 (9 år och 294 dagar), med 17 spelade matcher. Forlán deltog vid två världsmästerskap; VM 1966 i England samt VM 1974 i Västtyskland. Vid sydamerikanska mästerskapet i fotboll 1967 bidrog han till att Uruguay kunde ta lagets elfte titel.
Pablo Forlán är far till fotbollsspelaren Diego Forlán, även han landslagsman för Uruguay, samt svåger till Juan Carlos Corazzo.

## Meriter
Klubb
 Peñarol
- Primera División de Uruguay (4): 1964, 1965, 1967, 1968
- Interkontinentala cupen (1): 1966
- Interkontinentala supercupen (1): 1969
- Copa Libertadores (1): 1966

 Nacional
- Primera División de Uruguay (1): 1977

 Defensor
- Primera División de Uruguay (2): 1980, 1982
- Liguilla Pre-Libertadores de América (2): 1979, 1981

 São Paulo
- Campeonato Paulista (3): 1970, 1971, 1975

 Uruguay
- Sydamerikanska mästerskapet i fotboll (1): 1967